# Kai Reus
Kai Reus (* 11. März 1985 in Winkel) ist ein ehemaliger niederländischer Radrennfahrer.

## Karriere
Reus wurde 2006 Profi bei Rabobank, nachdem er dort zwei Jahre in der Nachwuchsmannschaft fuhr. Seine bisher größten Erfolge waren der Sieg beim Straßenrennen der Junioren bei den UCI-Straßen-Weltmeisterschaften 2003 sowie der Gewinn des Rad-Weltcups der Junioren 2003. Beim GP Pino Cerami erlangte Reus 2005 seinen ersten Sieg in einem Profirennen.
Am 13. Juli 2007 stürzte Reus während einer Trainingsfahrt nahe Grenoble und zog sich schwere Kopfverletzungen, einen Schlüsselbeinbruch sowie Rippenverletzungen zu und wurde im örtlichen Krankenhaus operiert. Er lag 12 Tage im Koma. Sein Comeback feierte er im September 2008 bei der Tour of Missouri.
In der Saison 2010 erkrankte Reus an Mononucleose und nahm bis in die Saison 2011 eine Auszeit. Ursprünglich gab er sogar bekannt seine Karriere zu beenden. Er gab sein Comeback für das Cycling Team De Rijke, für das er eine Etappe der Mi-Août en Bretagne gewann. 2012 wechselte er zum UnitedHealthcare Professional Cycling Team und gewann eine Etappe der Portugal-Rundfahrt.
Nach der Saison 2016 beendete er seine Karriere.

## Erfolge
2003
- Weltmeister – Straßenrennen (Junioren)
- Gesamtwertung Rad-Weltcup der Junioren

2005
- Grand Prix Pino Cerami
- Internationale Thüringen Rundfahrt

2006
- Ronde van Noord-Holland
- Lüttich–Bastogne–Lüttich Espoirs

2009
- eine Etappe Tour of Britain

2011
- eine Etappe Mi-Août Bretonne

2012
- eine Etappe Volta a Portugal

## Teams
- 2004 Rabobank TT3
- 2005 Rabobank Continental
- 2006 Rabobank
- 2007 Rabobank
- 2008 Rabobank Continental (bis 28.06.)
- 2008 Rabobank (ab 29.06.)
- 2009 Rabobank
- 2010 Rabobank
- 2011 Cyclingteam de Rijke (ab 15.06.)
- 2012 UnitedHealthcare Pro Cycling Team
- 2013 Cyclingteam de Rijke-Shanks
- 2014 Parkhotel Valkenburg Continental
- 2015 Vérandas Willems
- 2016 Roompot Oranje Peloton